# Podvysoká
Podvysoká este o comună slovacă, aflată în districtul Čadca din regiunea Žilina. Localitatea se află la altitudinea de 455 m deasupra n.m., se întinde pe o suprafață de 5,61 km2 și în 2017 număra 1.339 de locuitori.

## Istoric
Localitatea Podvysoká este atestată documentar din 1625.

## Demografie
| An:                | 1994 | 2004    | 2014   | 2024   |
| ------------------ | ---- | ------- | ------ | ------ |
| Număr de persoane: | 1095 | 1213    | 1326   | 1347   |
| Diferență:         |      | +10,77% | +9,31% | +1,58% |

| An:                | 2023 | 2024   |
| ------------------ | ---- | ------ |
| Număr de persoane: | 1359 | 1347   |
| Diferență:         |      | −0,88% |